# سلامکتین
سِـلامکتین (انگلیسی: Selamectin) با نام‌های تجاری ری‌وُلت و رِولوشن یک داروی پادانگل و ضد کِرم موضعی است که برای سگ و گربه به کار می‌رود. این دارو جهت پیشگیری و درمان کرم قلب، کک، هیره گوش، جرب و برخی انواع کنه در سگ‌ها و همچنین پیشگیری از کرم قلب، کک، هیره گوش، کرم قلابدار و کرم‌های لوله‌ای در گربه‌ها تجویز می‌شود. این دارو از لحاظ ساختمانی با آیورمکتین تشابه دارد، اما قابل تجویز به انسان نیست.

## نحوه مصرف
این دارو یک‌بار در ماه و به‌طور موضعی تجویز می‌شود و در ترکیب خود ایزوپروپیل الکل دارد و قابل امتزاج در آب نیست.

## نحوهٔ اثر
سِـلامکتین سبب اختلال در کشش ماهیچه و فلج کامل عضلات کرم‌ها و انگل‌ها و مرگ نهایی آنها می‌شود و به‌راحتی از پوست و فولیکول موهای سگ و گربه جذب می‌شود و به خون، روده‌ها و غدد چربی پوست حیوان می‌رود و انگل‌ها را می‌کشد.

## عوارض
در یک بررسی و مرور نوشتارها در سال ۲۰۰۳ میلادی، مشخص شد که سِـلامکتین دارویی بی‌خطر و مؤثر است.